# Lydia Shum
Lydia Shum Din-ha o Lydia Sum (chino: 沈殿霞; Shanghái, 1 de junio de 1945-Hong Kong. 19 de febrero de 2008) fue una actriz, cantante y comediante hongkonesa. Conocida por su figura física por ser corpulenta, de utilizar gafas oscuras de pasta y con su peinado cardado. Ella fue cariñosamente conocida por sus amigos, compañeros de trabajo y aficionados como la Fei-Fei (肥肥, literalmente, "Fat Fat" o "Fatty"). Participó en numerosas películas de Hong Kong y fue una de las artistas más emblemáticas de la red TVB, en la que trabajó durante más de cuarenta años. Por un breve período en la década de los años 1990, Shum dejó TVB para luego trabajar en la red ATV.

## Biografía
Lydia Shum nació en 1945 en Shanghái, hija de Sung Shen Gee (沈 賢 祺; 1913-1978 en Shanpei, Ningbo) y Sung Tan Sun (沈 邱 淡 素; 1913-2008). Ella ingresó a la industria del entretenimiento de Hong Kong a la edad de 13 años en 1958, hizo su debut en el cine a partir de 1960, uniéndose a los hermanos "Shaw Brothers", con quienes trabajó como actriz siendo adolescente a la edad de 15 años de edad. En la que tomó algún tiempo para adaptarse en Hong Kong, por diferencias culturales entre Shanghái y Hong Kong, como la gastronomía.

## Filmografía
- The Lotus Lamp (1965)
- Three Women in a Factory (1967)
- Broadcast Queen (1967)
- The Iron Lady Against the One-eyed Dragon (1967)
- A Girl's Secret (1967)
- Every Girl a Romantic Dreamer (1967)
- Waste Not Our Youth (1967)
- Unforgettable First Love (1967)
- Lady Songbird (1968)
- Happy Years (1968)
- Four Gentlemanly Flowers (1968)
- A Blundering Detective and a Foolish Thief (1968)
- Won't You Give Me a Kiss? (1968)
- Teenage Love (1968)
- Wonderful Youth (1968)
- We All Enjoy Ourselves Tonight (1968)
- Moments of Glorious Beauty (1969)
- The Little Warrior (1969)
- Teddy Girls (1969)
- To Catch a Cat (1969)
- A Big Mess (1969)
- One Day at a Time (1969)
- Happy Times (1970)
- The Mad Bar (1970)
- The Invincible Eight (1971)
- Songs and Romance Forever (1972)
- The Private Eye (1973)
- Love Is a Four Letter Word (1973)
- If Tomorrow Comes (1973)
- The House of 72 Tenants (1973)
- The Country Bumpkin (1974)
- Tenants of Talkative Street (1974)
- Lovable Mr. Able (1974)
- The Crazy Instructor (1974)
- The Country Bumpkin in Style (1974)
- Kissed by the Wolves (1974)
- Pretty Swindler (1975)
- Don't Call Me Uncle (1975)
- Sup Sap Bup Dup (1975)
- You are Wonderful (1976)[also director]
- Love In Hawaii (1976)
- The Great Man (1977)
- Cat vs. Rat (1982)
- Drunken Tai Chi (1984)
- The Millionaire's Express (1986)
- It's a Mad, Mad, Mad World (1987)
- Mr. Handsome (1987)
- Tiger on the Beat (1988)[cameo]
- Double Fattiness (1988)
- Mother vs. Mother (1988)
- King of Stanley Market (1988)
- Faithfully Yours (1988)
- It's a Mad, Mad, Mad World II (1988)
- The Bachelor's Swan-Song (1989)
- City Squeeze (1989)
- Eat a Bowl of Tea (USA 1989)
- It's a Mad, Mad, Mad World III (1989)
- Lost Souls (1989)
- The Banquet (1991)
- The Perfect Match (1991)
- It's a Mad, Mad, Mad World Too (1992)
- The Laughter of Water Margins (1993)
- Perfect Couples (1993)
- He Ain't Heavy, He's My Father (1993)
- Just Married (1995)
- Fitness Tour (1997)
- Happy Together (1997)[2]
- The Stamp of Love (2001)
- Miss Du Shi Niang (2003)
- In-Laws, Out-Laws (2004)
- Where Are They Now? (2006)